# Faire Binney

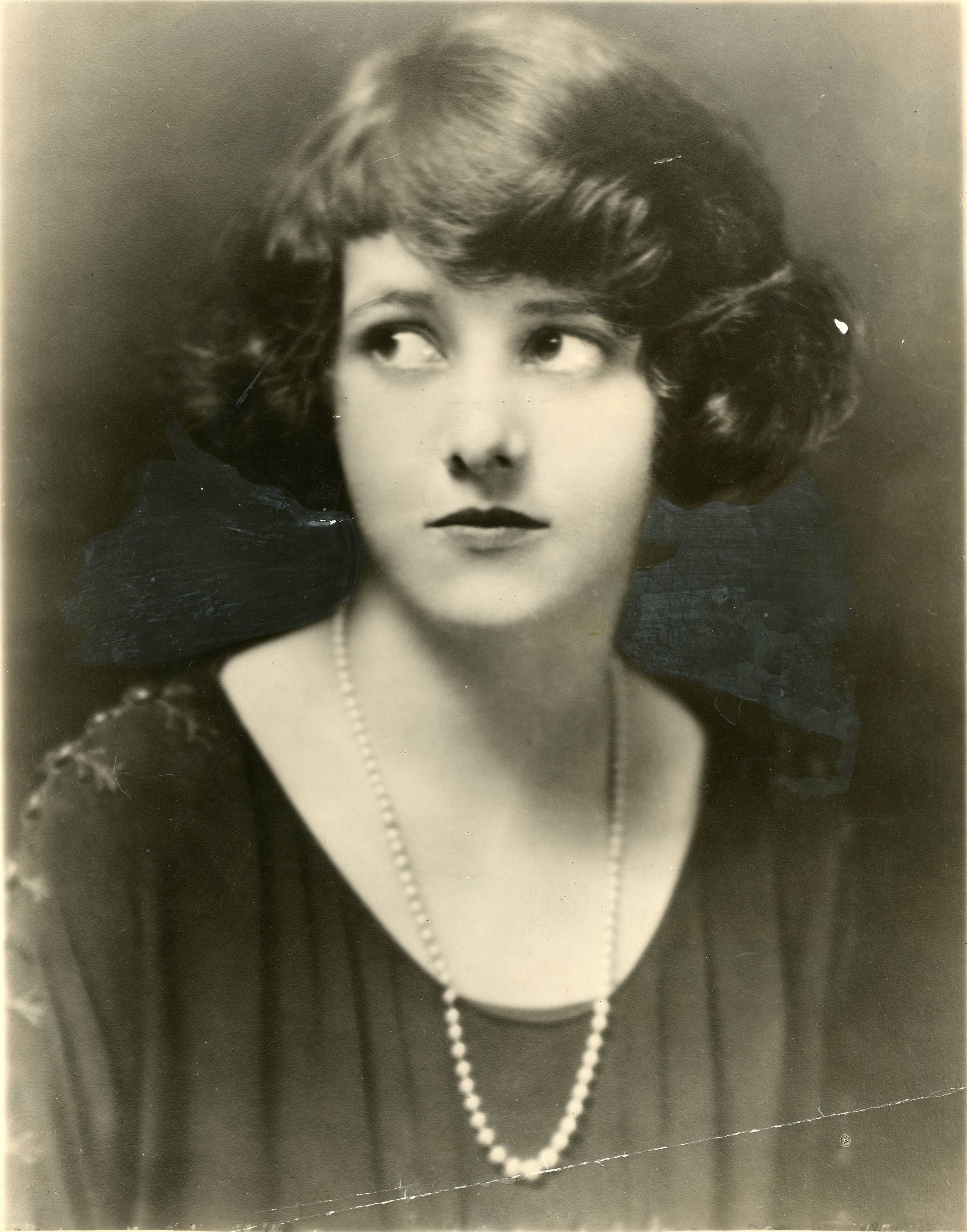
Faire Binney (1923)

Frederica Gertrude „Faire“ Binney (* 24. August 1900 in Morristown, New Jersey; † 28. August 1957 in Los Angeles, Kalifornien) war eine US-amerikanische Schauspielerin der Stummfilm und Tonfilmära.

## Leben und Karriere
Faire Binney kam aus einer angesehenen Familie. Sie hatte mit 17 Filmen zwischen 1918 und 1925 eine kurze, aber dennoch recht erfolgreiche Filmkarriere in Hollywood. Ihre Schwester Constanze Binney (1896–1989) wurde ebenfalls Schauspielerin, die Schwestern standen in Maurice Tourneurs Sporting Life auch gemeinsam vor der Kamera. Sie starb im August 1957 im Alter von 57 Jahren.

## Filmografie
- 1918: Sporting Life (Verschollen)
- 1918: Woman
- 1919: Open Your Eyes
- 1919: Here Comes the Bride (Verschollen)
- 1920: The Blue Pearl
- 1920: The Wonder Man
- 1920: Madonnas and Men
- 1921: Frontier of the Stars (Verschollen)
- 1921: The Girl from Porcupine
- 1921: A Man’ s Home
- 1922: A Wide Open Town
- 1922: What Fools Men Are
- 1923: Loyal Lives
- 1924: Second Youth
- 1924: The Speed Spook
- 1924: The Man Without a Heart
- 1925: The Lost Chord
- 1925: False Pride
- 1951: Three Guys Named Mike
- 1951: Love Nest
- 1952: Liebling, ich werde jünger (Monkey Business)
- 1953: Mr. & Mrs. North (Fernsehserie, 1 Folge)
- 1953: Ma and Pa Kettle at Waikiki
- 1953: Small Town Girl
- 1953: Du und keine andere (Dream Wife)
- 1953: The Eddie Cantor Story